# Neukaledonien-Langschwanzflughund

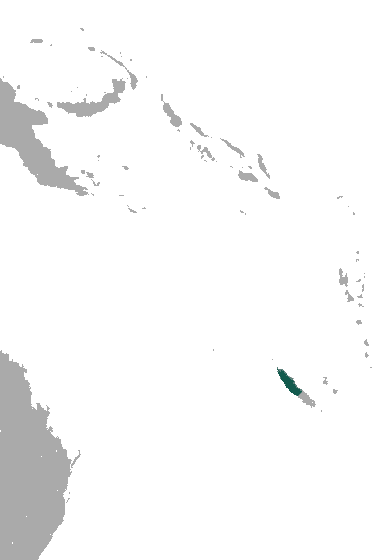
Verbreitungsgebiet des Neukaledonien-Langschwanzflughundes (dunkelgrün)

Der Neukaledonien-Langschwanzflughund (Notopteris neocaledonica) ist ein auf Neukaledonien endemisch verbreitetes Fledertier in der Unterfamilie Notopterisinae. Die Population galt bis in die 1990er Jahre als Synonym des eigentlichen Langschwanzflughundes (Notopteris macdonaldi).

## Merkmale
Mit einer Kopf-Rumpf-Länge von 93 bis 102 mm, einer Schwanzlänge von 43 bis 54 mm und mit 58 bis 60 mm langen Unterarmen ist die Art etwas kleiner als der gemeine Langschwanzflughund. Sie hat etwa 22 mm lange Hinterfüße und 14 bis 15 mm lange Ohren. Typisch ist der rattenartige Schwanz, der weit aus der schmalen Schwanzflughaut herausragt. Das leicht gesprenkelte Fell der Oberseite hat eine graubraune Farbe mit dunkleren Bereichen am Kopf und um den Hals. Merkmale des Kopfes sind eine leicht verlängerte Schnauze, längliche Ohren mit spitzen Enden und große Augen. Am Hinterteil ist nur ein Streifen von hellbraunem Fell entlang der Wirbelsäule vorhanden. Auf der Unterseite kommt hellgraues oder lohfarbenes Fell vor. Der Neukaledonien-Langschwanzflughund hat schwarze Flughäute. Der Art fehlen die inneren Schneidezähne, der erste Prämolar im Oberkiefer sowie der zweite Prämolar im Unterkiefer. Wie bei anderen Langzungenflughunden ist die Zunge sehr lang.

## Verbreitung und Lebensweise
Dieser Flughund hat verstreute Populationen auf Neukaledonien. Er besucht zur Nahrungssuche meist Kokosnuss-Plantagen sowie Wälder.
Die nachtaktiven Exemplare ruhen am Tage in Höhlen. Sie wechseln innerhalb der Höhle ihren Ruheplatz mehrfach und halten sich im März und April näher am Eingang auf. Die Kolonien haben meist 200 bis 300 Mitglieder.
Der Neukaledonien-Langschwanzflughund ernährt sich vom Nektar unterschiedlicher Blüten. Exemplare in Gefangenschaft konnten erfolgreich mit Juice und Zuckerwasser gefüttert werden. Trächtige Weibchen sind aus dem südlichen Frühjahr und Sommer zwischen Juli und Dezember bekannt. Pro Wurf kommt ein Neugeborenes vor. Dieses hält sich anfänglich im Fell der Mutter fest. Eine Lausfliegen-Art lebt als Parasit im Fell.

## Gefährdung
Der Bestand wird durch Waldrodungen, Bergbau, Störungen in den Höhlen und illegale Jagd beeinträchtigt. Laut einer Schätzung von 2018 gibt es 1500 bis 2500 erwachsene Exemplare. Die IUCN listet den Neukaledonien-Langschwanzflughund als stark gefährdet (endangered).